# Dendrophthoe memecylifolia
Dendrophthoe memecylifolia là một loài thực vật có hoa trong họ Loranthaceae. Loài này được (Wight & Arn.) Danser mô tả khoa học đầu tiên năm 1929.